# Lőcse
Lőcse (szlovákul: Levoča, németül: Leutschau, latinul: Leutsovia) város Szlovákiában, az Eperjesi kerület Lőcsei járásának székhelye. Az egykori Szepes vármegye székhelye és legjelentősebb települése, 2009 óta pedig történelmi belvárosa az UNESCO világörökség része.

## Fekvése
Eperjestől 40 km-re nyugatra, a Lőcse-patak völgyében található.

## Nevének eredete
A Lőcse-patakról (szlovákul: Levoča) kapta a nevét, amelynek partján fekszik. A szláv levoča bal oldali (patakot) jelent. A név a szláv lev (= bal) melléknévből ered. A német Leutschau és a latin Leutsovia a magyarból való.

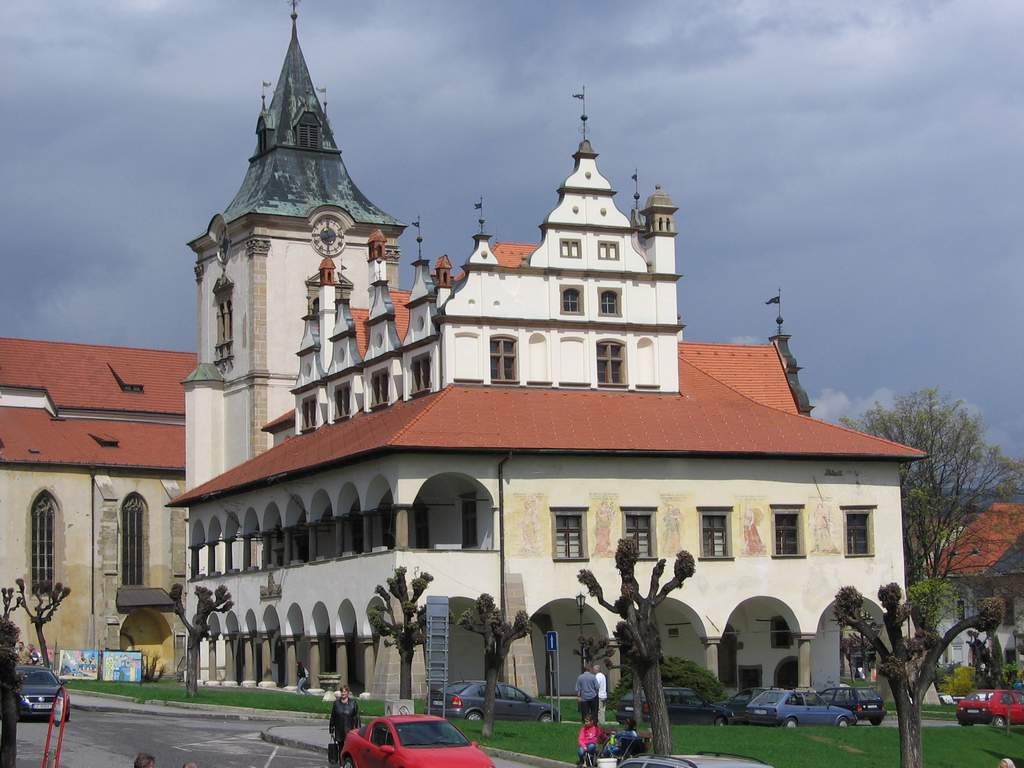
A lőcsei régi városháza

## Története
A területéről származó legrégibb régészeti leletek a 9. századból származnak. A Lőcsétől mindössze 7 km-re fekvő Nemessány határában 9. századi szláv erőd állt.
A települést a 12. században kezdték benépesíteni a szászok, ez azonban nem a mai helyén állott, és a tatárjárásban elpusztult. A mai várost a mongolok kitakarodása után a Menedékkőről visszatérő szepesi szászok, a cipszerek alapították a Hernád lapályának jól védhető, kiemelkedő részén. Oklevélben 1245-ben említik először. 1271-ben már a szepesi városok szász tartományának fő helye, 1772-ig a szepesi szász kamaragrófság székhelye. Falai a 13. században épültek, majd a 15-16. században alakították ki ma is látható védműveit, melyek 44 ha területet kerítenek be, és ezzel az ország legjelentősebb települései közé számított. 1321-től árumegállító joga volt, majd 1323-ban szabad királyi város lett. Kereskedelme fokozatosan nemzetközi méreteket öltött, fejlett kézműipara, vásárai voltak. 1332-ben és 1431-ben tűzvész pusztította. 1440 és 1450 között a husziták többször támadták a várost, Mátyás innen indult kiűzésükre. 1526 után nagy szerepe volt a trónharcokban, majd a 17. századi harcokban. A város már a 16. század első felében protestáns vallásra tért. Akkoriban közel száz évig folyt az ellenségeskedés a szomszédos Késmárkkal, ami fegyveres összetűzéssé is fajult. 1550-ben és 1599-ben újra tűzvész pusztította. 1560-ban 2500, 1622-ben 1600, 1645-ben 2214 lakos vált a dühöngő pestisjárványok áldozatává. 1630-ban Breuer Lőrinc itt állította fel nyomdáját, mely 1754-ig működött. Nyomdái és iskolái évszázadokig híresek voltak, számos neves személyiség tanított és tanult itt.
Híres gimnáziumát 1672-ben a jezsuiták alapították, tanára volt többek között Hell Miksa, a neves fizikus, csillagász is. 1687-ben az ellenreformáció visszaadta a templomokat a katolikusoknak. A Rákóczi-szabadságharcban háromhavi ostrom után védői feladták, 1709–10-ben Löffelholz császári tábornok foglalta vissza. Hadi felszereléseit a 18. század elején elvitték, de védművei jórészt ma is állnak.
A 18. század végén Vályi András így ír róla (részletek): „LŐCSE. Leucsovia. Leutschau. Levoce. Szabad régi Királyi Város Szepes Várm. lakosai katolikusok, és evangelikusok, németek, és az alatsonyabb szerentsével szűlettettek leg inkább tótok. Fekszik Iglóhoz két mértföldnyire: Eperjeshez hat, Kézsmárkhoz négy, Kassához pedig tíz mértföldnyire. [...] Határja e’ Városnak nagyon meszsze terjed, és közép termékenységű; ’s ha szorgalmatosan miveltetik szép haszonnal fizet, búzája, zabja, árpája igen jó, borsója az egész hazában leghíresebb, fája mind a’ két féle van, piatza helyben, levegője igen egésséges; de vize a’ tsőn bévezetett vízi ládákon kivűl nem igen jó, kivévén az oskola kúttyát, melly az evangelikusok oskolájokon kivűl van. Lakosai leg inkább kereskedés, bánya asatás, ’s kézi mesterségeknek folytatása után élnek, ’s ha e’ Városnak fekvése a’ kereskedésre kedvezőbb helyen vólna, sokkal gazdagabb, ’s híresebb lehetne.”
Itt hangzott fel 1844-ben a „Zeng az ég, a Tátrán villámok cikáznak" kezdetű forradalmi dal is, amely Szlovákia nemzeti himnusza lett. 1849 január-február fordulóján, a Branyiszkói ütközet idején itt volt Görgei Artúr főhadiszállása, valószínűleg a Mészáros utcai Steinhausz-házban.
Fényes Elek 1851-ben kiadott geográfiai szótárában így ír a városról: „Lőcse, németül Leutschau, latinul Leucsovia, fővárosa a szép Szepes vármegyének, egy kies dombon, Kassához éjszaknyugotra 8 mfdnyire, saját posta hivatallal. Van 6238 lakosa, kiknek 3/5 része a r. kath., 2/5 része az ágostai vallást követi; nyelvet illetőleg pedig tótok, kevesebb németek, s még kevesebb magyarok. Székhelye a megyei főnöknek, s a megyei törvényszéknek. Van itt továbbá egy régi s nevezetes ágostai lyceum, kath. gymnasium, egy nevezetes és szép kath. szentegyház a város közepén. A lakosok foglalatossága kézműipar, kereskedés, és földmüvelés, melly az itteni köves és homokos határon jó sikerrel üzetik; névszerint hires a lőcsei borsó. Lőcse hajdan nevezetesb város volt, s nem csak a Szepességnek, hanem egész felső Magyarországnak főhelye vala. IV. Béla szép szabadságokkal megajándékozván, királyi városnak tette. 1601-ben és 1604-ben Bocskay hajdui; 1619-ben Bethlen Gábor, 1682-ben Tököly seregei nyomorgatták.”
Az 1920-as trianoni békeszerződésig Szepes vármegye székhelye volt.

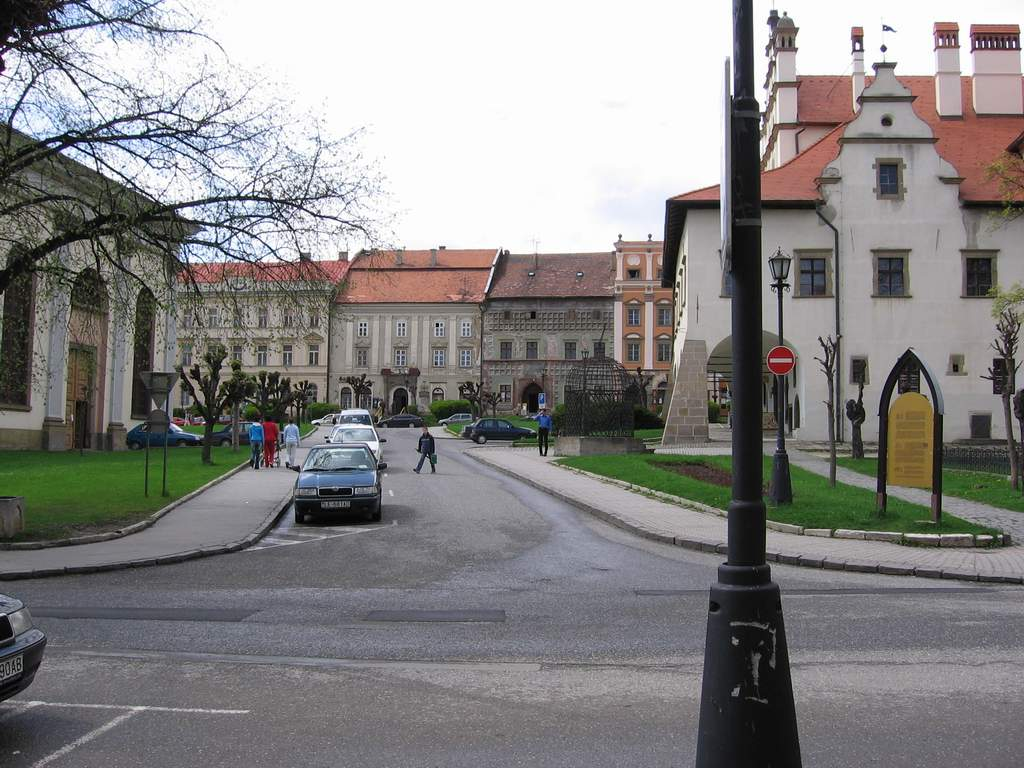
A főtér részlete

A város 1996 óta járási székhely.

## Népessége
| Év:            | 1994.  | 2004.   | 2014.   | 2024.   |
| -------------- | ------ | ------- | ------- | ------- |
| Emberek száma: | 13 548 | 14 604  | 14 783  | 13 905  |
| Eltérés:       |        | +7,79 % | +1,22 % | -5,93 % |

| Év:            | 2023.  | 2024.   |
| -------------- | ------ | ------- |
| Emberek száma: | 13 944 | 13 905  |
| Eltérés:       |        | -0,27 % |

- 1880-ban 6603-an lakták: 3393 szlovák, 2152 német, 627 magyar, 24 ruszin és 75 egyéb anyanyelvű. Ebből 4757 római katolikus, 1215 evangélikus, 399 izraelita, 155 görögkatolikus, 44 református, 32 görög keleti és 1 egyéb vallású volt.
- 1910-ben 7528-an lakták, ebből 3094 szlovák, 2410 magyar, 1377 német, 201 ruszin és 197 román anyanyelvű. Ebből 4960 római katolikus, 939 evangélikus, 718 izraelita, 745 görögkatolikus, 142 református és 24 görög keleti vallású volt.
- 1921-ben 7477 lakosából 5041 szlovák, 1414 német, 466 magyar, 381 zsidó, 58 egyéb nemzetiségű és 117 állampolgárság nélküli volt. Ebből 5465 római katolikus, 910 evangélikus, 694 izraelita, 198 görögkatolikus, 77 református és 133 egyéb vallású volt.
- 2011-ben 14 830-an lakták, ebből 12 343 szlovák, 822 cigány és 14 magyar.

## Nevezetességei

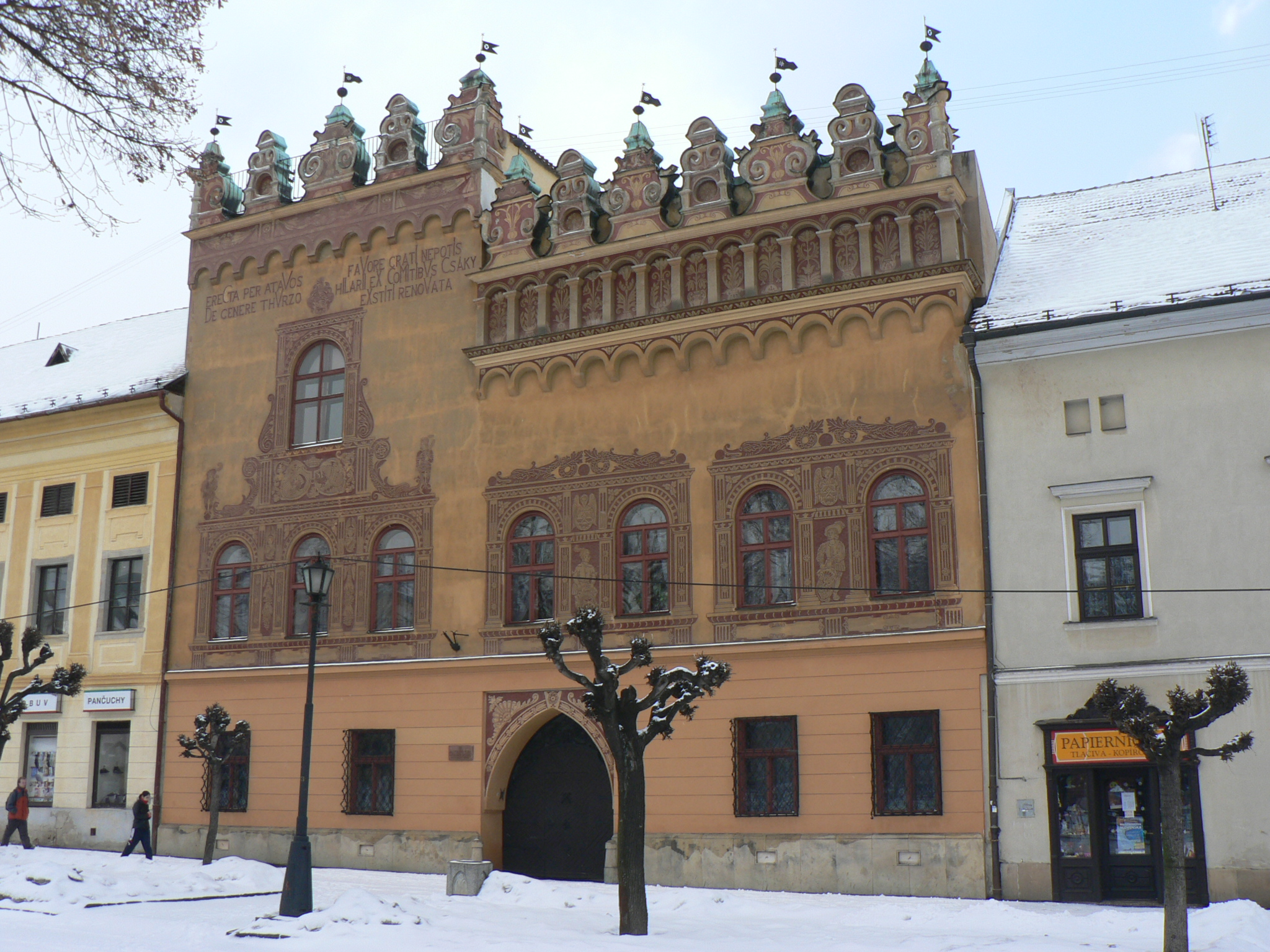
A Thurzó-ház

- A Szent Jakab-templom az egykori Magyarország egyik legszebb temploma. 1245-ben román stílusban kezdtek hozzá, majd 100 évig épült, és közben fokozatosan gótikus stílusú álbazilikális elrendezésűvé építették át. Oltárai a középkori faszobrászat legszebb alkotásai közé tartoznak. Főoltára Lőcsei Pál mester alkotása 1502-ből, 18,62 m magasságával a világ egyik legszebb és legnagyobb gótikus oltára. A 14. század első felében két kápolnát, a 15. század végén egy előcsarnokot építették hozzá. 1550-ben és 1599-ben leégett, az előbbi tűzben tornya is ledőlt. Mai tornya 1858-ban épült. 1626-ban a protestánsok készíttették orgonáját. A 16. és 17. században a kápolnákra emeletet húztak. A 19. század első felében teteje égett le, 1849-ben fedték be újra, tornyát a század végére kijavították, eredeti freskóit a század második felében Storno Ferenc restaurálta. A Thurzó-kápolnában a Thurzók síremlékei sorakoznak. Itt temették el Thököly Imre és Zrínyi Ilona egyetlen közös gyermekét is.
- A régi városháza a 15. században épült gótikus stílusban, 1550-ben leégett, 1615-ben mai árkádos formájában építették át. Végleges formáját 1893 és 1895 között Schulek Frigyes tervei alapján nyerte el. Ma a Szepesi Múzeum működik benne. Harangtornya 1651-ben épült.
- Az 1815 és 1831 között épített kétemeletes klasszicista városháza 1922-ig vármegyeháza volt,

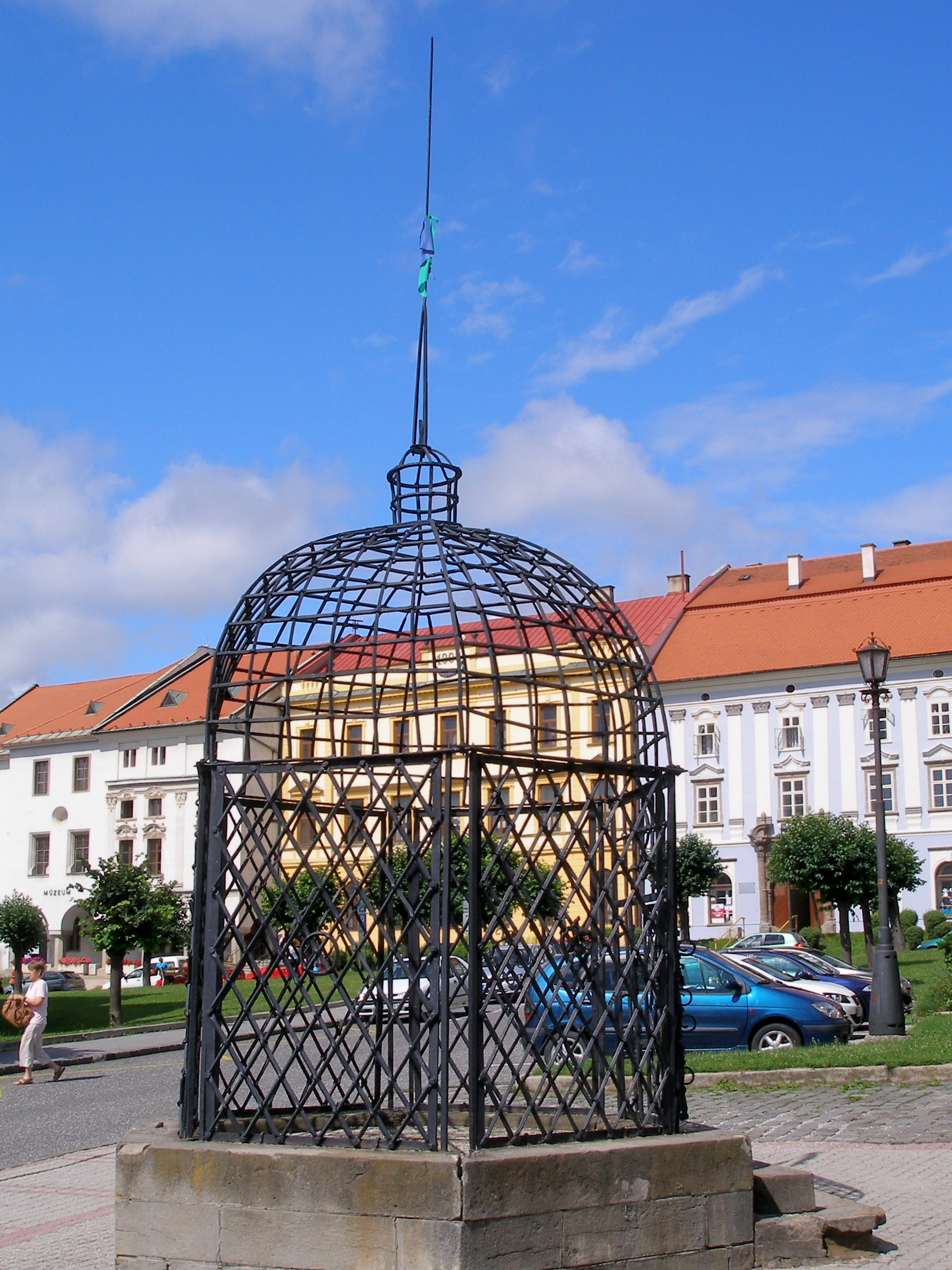
A szégyenketrec a főtéren

- A Breuer-nyomda épületében nyomtatták 1633-tól a híres Lőcsei kalendáriumot.
- A minorita Szentlélek-templom és -kolostor 1751-ben épült barokk stílusban. A régi kolostort a 15. században részben a városfalba építették be, 1671 után barokk stílusban építették át, egyik épületszárnyának helyén húzták fel 1913–15-ben a gimnáziumot.
- Szűz Mária templomát a ferencesek építették a 14. század elején, majd a jezsuitáké lett. 1671-ben belsejét megújították.
- Evangélikus temploma 1825 és 1837 között épült klasszicista stílusban.
- A város feletti Mária-hegy már a 13. század elején zarándokhely volt.

- A kis kápolna helyett 1247-ben nagyobbat építettek, majd 1311-ben templommá bővítették. A zarándokok növekvő száma miatt azonban ez is kicsinek bizonyult, ezért 1696-ban új, nagyobb templomot építettek. 1819-ben egy még nagyobbat kellett építeni, de 1903-ra ez is szűknek bizonyult, ezért új, nagyobb, a lourdes-i bazilikához hasonló templom építésébe fogtak, amit 1914-ben a Sarlós Boldogasszony tiszteletére fel is szenteltek. Főoltárán áll az 500 éves, fából faragott kegyszobor.
- A Lőcsei-völgyben épült fel 1863-ban a fürdő, amely 1945 után megszűnt.

## Híres emberek
- Itt született, dolgozott Lőcsei Pál mester faszobrász, szárnyasoltár-faragó.
- Itt született 1437. április 30-án Thurzó János bányavállalkozó.
- Itt született 1610 körül Alauda József magyar tanító, konrektor, író, költő, filozófus, csillagász, szenátor, bíró, „a lőcsei polihisztor”.
- Itt született 1645. február 18-án Szklenár György történetíró.
- Itt született a 17. században Zabelerus János evangélikus lelkész.
- Itt született a 17. században Pfanschmidt Keresztély, a Tiszai evangélikus egyházkerület püspöke.
- Itt született 1714-ben Adami János Jakab evangélikus lelkész, méhész.
- Itt született 1755. március 16-án Dercsényi János tanácsos, író.
- Itt született 1760. január 4-én Tállyai Dániel lapszerkesztő.
- Itt született 1760-ban Scholtz János evangélikus lelkész.
- Itt született 1763 június 1-én Leibitzer János kertész, pomológus.
- Itt született 1770. október 17-én Engel János történetíró.
- Itt született 1780. április 16-án Czauczik József festőművész, ugyanitt halt meg 1857-ben.
- Itt született 1782. május 28-án Rombauer János festőművész.
- Itt született 1791. szeptember 25-én id. Markó Károly festőművész.
- Itt született a 18. században Centner János orvos.
- Itt született 1804. március 21-én Zsedényi Ede politikus, 1838–39-ben a kormánypárt országgyűlési vezetője, miniszteri tanácsos.
- Itt született 1818. augusztus 6-án Marschalkó János szobrász.
- Itt született 1819-ben Görgey Kornél honvédalezredes, a Magyar Királyi Honvédség altábornagya, a főrendiház örökös tagja, Görgei Artúr unokaöccse.
- Itt született 1826-ban Ernst Lindner, szepességi szász (cipszer) nyelven író költő.
- Itt született 1836-ban Gretzmacher Gyula bányamérnök, technikatörténeti író.
- Itt született 1839-ben Ludmann Ottó egyházkerületi kollégiumi rektor, főgimnáziumi igazgató, 1863–1916 között tanár Eperjesen.
- Itt született 1868. január 20-án Boemm Ritta festőművész.
- Itt született 1882. május 15-én Szepesfalvy János, Szurák-botanikus, mohakutató.
- Itt született 1896. április 27-én Lehotay Árpád színművész, királylehotai Lehoczky Árpád néven.
- Itt született 1902-ben Tilkovszky Béla művészettörténész, szerkesztő, művészeti író.
- Itt született 1904-ben Léderer Lajos magyar újságíró.
- Itt született 1904-ben Greschik Gyula gépészmérnök, egyetemi tanár.
- Itt született 1941-ben Ivan Mráz olimpiai ezüstérmes csehszlovák válogatott szlovák labdarúgó, csatár, edző.
- Itt született 1944-ben Flórián Károly szlovákiai magyar kémikus, kohómérnök, egyetemi tanár.
- Itt született 1978-ban Peter Sakmár, katolikus pap.
- Itt élt és dolgozott Novoszády István (?–1703) barokk ötvösmester.
- Itt dolgozott Szörény Sándor (1664–1719) Jézus-társasági pap és tanár.
- Itt élt Zábojszky László (Stanisław Zaboyski) (1793–1870) teológiai doktor, szepesi püspök.
- Itt dolgozott Attomyr József (1807–1856) homeopátiás orvos.
- Itt dolgozott Sponer Andor (1843–1917) jogi doktor, megyei árvaszéki elnök, országgyűlési képviselő.
- Itt dolgozott Halmai Imre (1848–1940) színész, színigazgató.
- Itt élt és dolgozott Limbacher Károly (1868–1937) kertész, magyar királyi kertészeti igazgató.
- Itt dolgozott Ernyey József (1869–1945) múzeumi főigazgató.
- Itt dolgozott Mendelényi László (1877–1973) kúriai bíró, jogi író.
- Itt dolgozott Förster Jenő (1879–1919) levéltáros, történész.
- Itt élt Nemes Endre (1909–1985) svéd–magyar festő, képzőművész, grafikus, karikaturista.
- Itt tanult Ladiver Illés (?–1686) evangélikus lelkész, igazgatótanár, filozófiai író.
- Itt tanult Augustini (ab Hortis) Sámuel (1729–1792) szepességi német evangélikus lelkész, botanikus, szenvedélyes ásványgyűjtő, a magyarországi cigánykutatás egyik úttörője.
- Itt tanult Görgey Márton (1740–1807) pécsi püspök halála évében.
- Itt tanult Ambrosi János (1741–1796) evangélikus lelkész.
- Itt tanult Schulek M. Gáspár (1788–1827) evangélikus lelkész, pozsonyi teológiai tanár.
- Itt tanult Franz Wilhelm Lippich (1799–1845) orvosdoktor.
- Itt tanult Petzval József (1807–1891) cipszer származású magyar mérnök-matematikus, egyetemi tanár és feltaláló.
- Itt tanult Bankos Károly (1821–1905) jogász, bíró, Petőfi Sándor barátja.
- Itt tanult Samo Vozár (1823–1850) szlovák költő, újságíró és műfordító.
- Itt tanult Horánszky Adolf (1838–1902) táblabíró.
- Itt tanult Schulek Frigyes (1841–1919) építész, műegyetemi tanár, az MTA tagja.
- Itt tanult Antolik Károly (1843–1905) középiskolai tanár, fizikus, szakíró.
- Itt tanult Belopotoczky Kálmán (1845–1914) katolikus pap, az Osztrák–Magyar Monarchia tábori apostoli vikáriusa.
- Itt tanult Komjáthy Béla (1847–1916) magyar ügyvéd, politikus, jogi író, alispán, országgyűlési képviselő.
- Itt tanult Július Botto (1848–1926) szlovák pedagógus, ügyvéd, történész, író, publicista.
- Itt tanult Jurkovich Emil (1857–1936) tankerületi főigazgató, történetíró.
- Itt tanult Pataky István (1862–1912) királyi járásbíró, alügyész.
- Itt tanult Andrej Hlinka (1864–1938) római katolikus szlovák pap, a második világháború előtti időszak egyik legjelentősebb, szélsőségesen nacionalista szlovák politikusa.
- Itt tanult Feszty Béla (1868–1928) ógyallai földbirtokos, miniszteri tanácsos, országgyűlési képviselő, cigányügyi kormánybiztos, pomológus.
- Itt tanult Ján Vencko (1869–1957) plébános, történész, amatőr régész.
- Itt tanult Balás Károly (1877–1953) magyar közgazdász, egyetemi tanár, az MTA levelező tagja.
- Itt tanult Ján Stanislav (1904–1977) szlovák nyelvészprofesszor, szlavista.
- Itt tanult Ján Haranta (1909–1983) szlovák költő és műfordító.
- Itt tanult Ivan Chalupecký (1932–2020) történész, levéltáros, oktató.
- Itt tanított Hell Miksa (1720–1792) csillagász, matematikus, fizikus.
- Itt tanított Asbóth János (1768-1823) a keszthelyi Georgicon igazgatója.
- Itt tanított Dayka Gábor (1769–1796) költő, pap, gimnáziumi tanár.
- Itt tanított Sándor György (?–1866) evangélikus lelkész és tanár.
- Itt tanított Wiedermann Károly (1829–1895) fizikatanár, királyi főigazgató, királyi tanácsos.
- Itt tanított Gerevics Gusztáv (1840-1911) főgimnáziumi igazgató.
- Itt tanított Forberger Vilmos (1848–1928) festő, grafikus.
- Itt tanított 1890–1897 között és hunyt el Bauer Simon (1851–1897) főreáliskolai tanár, műfordító, Balázs Béla, Bauer Ervin és Bauer Hilda édesapja.
- Itt tanított Salamin Leó (1832-1902) svájci születésű magyar természettan-, mennyiségtan- és franciatanár, állami főreáliskolai igazgató.
- Itt tanított Versényi György (1852–1918) író, költő.
- Itt tanított Demkó Kálmán (1852–1918) gimnáziumi igazgató, történetíró.
- Itt tanított Kalmár Elek (1862–1947) nyelvész, tankönyvíró, főgimnáziumi tanár, tankerületi címzetes főigazgató.
- Itt tanított Szabó Dezső (1879–1945) magyar író, kritikus, publicista, főreáliskolai tanár.
- Itt tanított Éhik Gyula (1891–1964) zoológus.
- Itt tanított Krammer Jenő (1900-1973) irodalomtörténész, egyetemi tanár, pedagógiai író, szociálpszichológus
- Itt hunyt el 1654-ben Spillenberger Sámuel orvos.
- Itt hunyt el 1699-ben Adami Márton evangélikus lelkész, egyházi író.
- Itt hunyt el 1992-ben Pavol Suržin szlovák költő.
- Itt szolgált Tarnóczi Márton (1620-1685) evangélikus püspök.

## Lőcse a szépirodalomban
- Mikszáth Kálmán: Fekete város című regénye. A belőle 1970–71-ben készült film jó részét is itt forgatták.
- Jókai Mór: A lőcsei fehér asszony című regénye, Géczy Julianna igaztalan beállítása
- Csáth Géza: Schmith mézeskalácsos című elbeszélése
- Szabó Dezső: Legenda Lőcsén című humoros elbeszélése
- Rakovszky Zsuzsa: A kígyó árnyéka című regénye
- Barsy Irma (szül. Kail): A lőcsei Madonna című regénye (Palladis kiadó, 1942)
- Balázs Béla: Álmodó ifjúság című regénye
- A Cantus Catholici című katolikus énekgyűjtemény első kiadása Lőcsén készült, 1651-ben
- Krúdy Gyula: Tizenhat város tizenhat leánya (elbeszélés)

## További információk

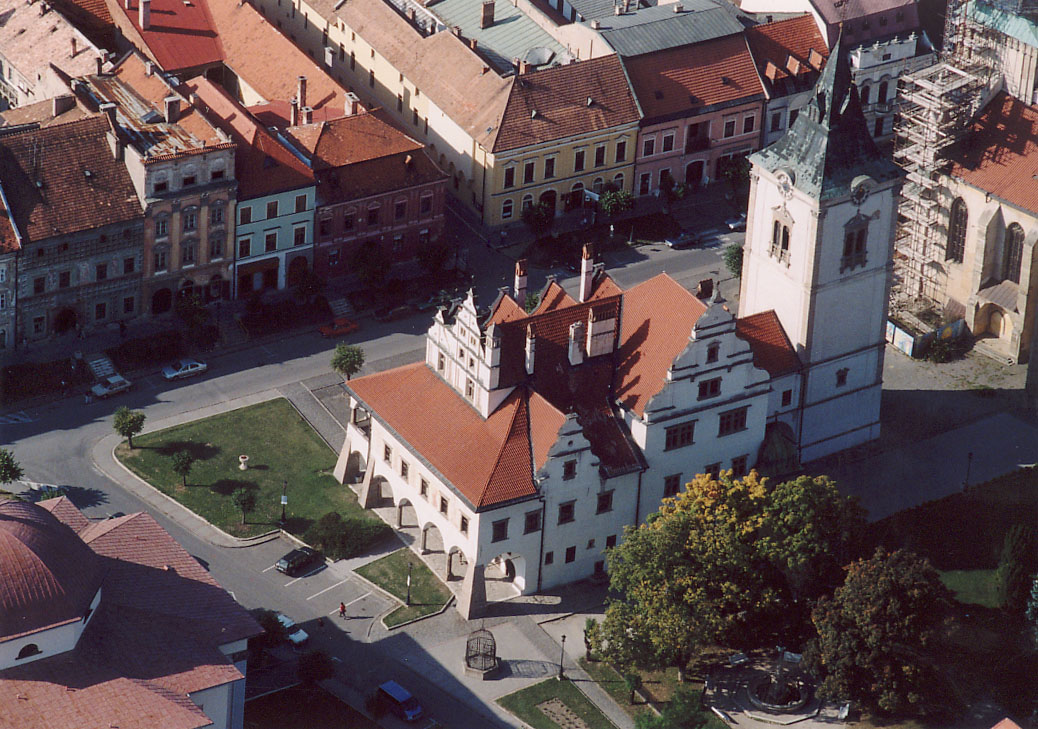
A városháza és a szégyenketrec madártávlatból